# Reacción quelotrópica

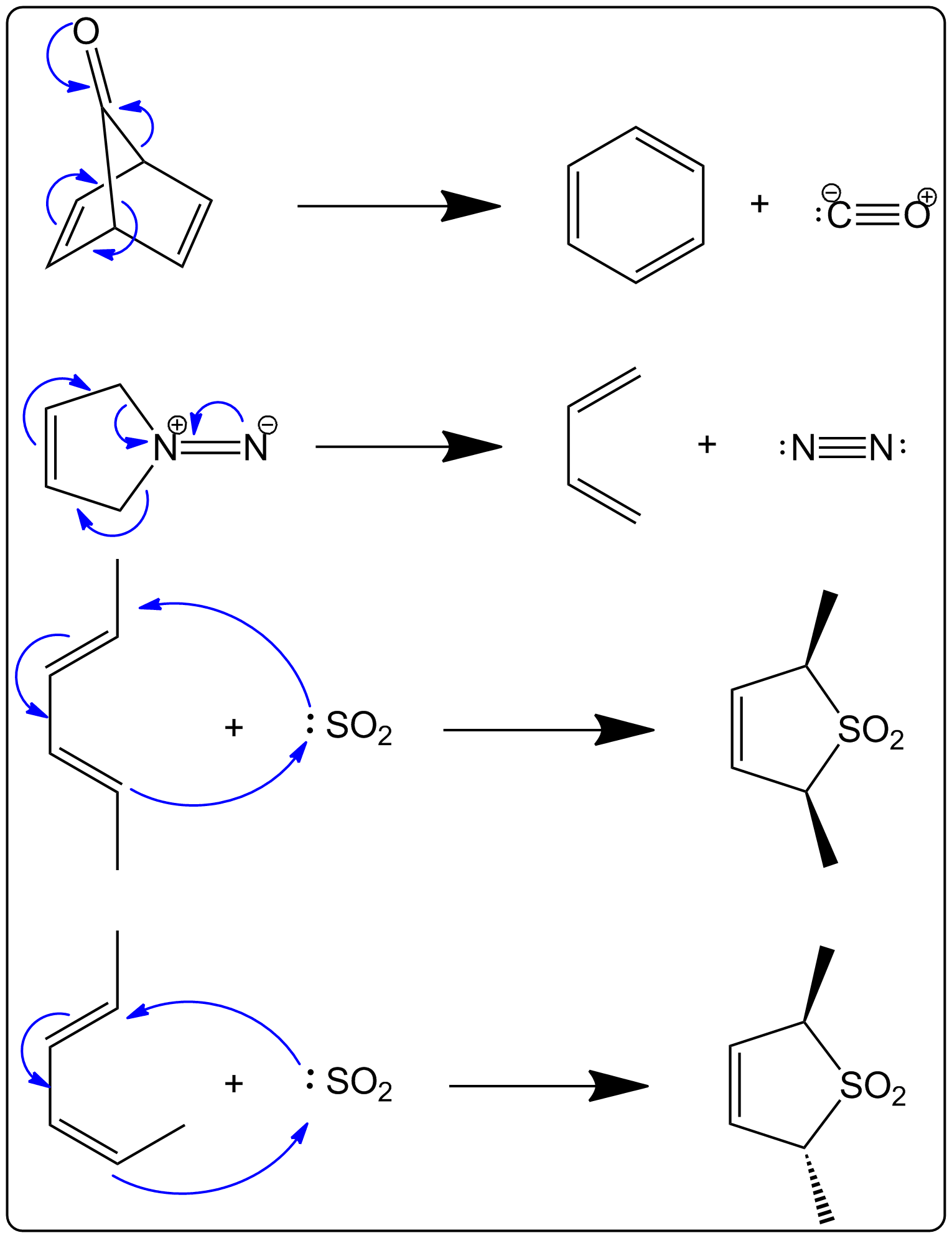
Imagen de una flecha empujando para la introducción

Una reacción quelotrópica es una reacción pericíclica donde el resultado es la conversión de un enlace pi y un par libre en un par de enlaces sigma; con ambos enlaces sigma agregados en el mismo átomo.
Un ejemplo de tales reacciones es la reacción [1+4] del SO2 con butadieno para formar un aducto. El reverso de este proceso se denomina extrusión quelotrópica o eliminación quelotrópica, y suele ser favorecida por el cambio entrópico de la evolución de gases.
- Datos: Q3235169